# Nina Konsta

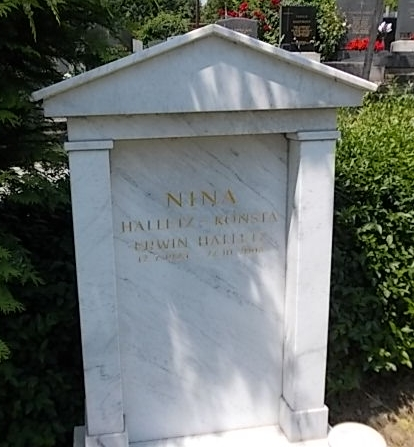
Grabstätte von Nina Halletz-Konsta

Nina Konsta, verheiratet Nina Halletz-Konsta (* 5. März 1918 in Saloniki, Griechenland; † Dezember 2003 in Wien) war eine griechisch-österreichische Schlagersängerin.

## Leben
Nina Konsta absolvierte ein Gesangsstudium am Staatlichen Konservatorium Saloniki. 1945 begannen ihre Auftritte auf der Bühne sowie beim Rundfunk im In- und Ausland. Sie veröffentlichte zahlreiche Schallplatten und wirkte 1947 im Film Razzia mit. 1950 lernte sie den österreichischen Komponisten Erwin Halletz kennen, den sie 1956 heiratete. Ihre letzte Ruhestätte und die ihres Gatten befindet sich am Grinzinger Friedhof in Wien Gr. 32 / Reihe 5 / Nr. 27.